# Eucinetus haemorrhoidalis
Eucinetus haemorrhoidalis is een keversoort uit de familie buitelkevers (Eucinetidae). De wetenschappelijke naam van de soort werd in 1818 gepubliceerd door Ernst Friedrich Germar.